# トーゴ・ベ王国
トーゴ・ベ王国（トーゴ・ベおうこく）は、現在のトーゴ南部に位置していた植民地化以前の王国である。エウェ人によって建国された。トーゴ・ベ王国はトーゴ湖の周辺に位置し、おそらく600 km2を占めていた。王国の建国は不明であり、その歴史は広く争点となっている。トーゴ・ベは1884年7月5日にドイツ帝国の保護領となり、独立を失った。条約は国王ムラパ3世 とドイツの探検家グスタフ・ナハティガルによって署名された。この条約によってベニン湾の奴隷海岸一体はドイツ保護領であると宣言された。ドイツ帝国は小型の砲艦SMSメーヴェを停泊させ、トーゴ・ベ王国にはアフリカ大陸で初めてドイツ帝国旗が掲げられた。ウィダーのC.ゲーデルツ社社員、ハインリヒ・ルートヴィヒ・ランダッドJr.が初代領事に任命された。トーゴ・ベ王国の最も重要な輸出品目は奴隷であり、フランスによって1848年、現地の奴隷制が違法とされるまで重要だった。また、綿花、サイザル麻、カカオ豆、各種の織物も貿易していた。奴隷貿易が禁止されたために経済は破壊され、王はほとんどの権力を失ったために容易に植民地化を受けた。トーゴ・ベ王国は伝統的にアニミズムを信仰していたが、1847年から活動していたドイツ人宣教師の影響で1884年にはキリスト教化した。
トーゴ・ベ王国の地域は後にドイツ領トーゴラント（1884年 - 1916年）に併合された。